# Мудрьона
Мудрьо́на (до 6 листопада 2008 року — Мудрувата) — проміжна залізнична станція 2-го класу Криворізької дирекції Придніпровської залізниці на електрифікованій лінії Саксагань — Кривий Ріг-Головний між станціями Кривий Ріг-Головний (4 км) та Шмакове (6 км). Розташована у центральній частині міста Кривий Ріг, у Саксаганському районі, поблизу станції  Криворізького метротраму «Мудрьона».

## Історія
Станція відкрита у 1893 році як вантажна для перевезення залізної руди рудників центральної частини Кривбасу на підприємства Південної України. Будівництво станції було пов'язане з рядом труднощів інженерів-шляховиків, тому будівельники і назвали станцію Мудрьоною. З тих часів відіграє роль вантажної станції. Має сучасну залізничну мережу, обладнання.

## Пасажирське сполучення
На станції Мудрьона зупиняються приміські електропоїзди сполученням П'ятихатки — Кривий Ріг-Головний — Тимкове.